# Ottobeuren
Ottobeuren é um município da Alemanha, situado no distrito da Baixa Algóvia, no estado da Baviera. Tem 55,85 km² de área, e sua população em 2019 foi estimada em 8 416 habitantes.